# Suraia
Suraia è un comune della Romania di 5 800 abitanti, ubicato nel distretto di Vrancea, nella regione storica della Moldavia. 
Nel 2004 si è staccato da Suraia il villaggio di Biliești, andato a formare un comune autonomo.
Il nome Suraia viene da "SURA", il cavallo di  Stefan Cel Mare che è morto proprio su questa terra.
Superficie: 4.851 ettari 
Città: 830 ettari 
Terreni agricoli: 4021 ettari 
Popolazione: 5800 
Famiglie: 1.835 
No.. abitazioni: 2076 
No.. Asili Nido: 3 
No.. Scuole: 2 
Geographic: Suraia è situato nella parte orientale della contea di Vrancea sulla riva destra del Siret 
Area Attività specifica: Sfruttamento di aggregati minerali 
lavori di intrecciati di vimini 
Frutteti 
cereali 
Le principali attività economiche: Verdure 
Pomiculture 
commercio 
Da vedere: i laghi Siret Valley dove poter pescare 
Eventi: Giornata Festiva - 16 agosto 
Il patron della chiesa "Maria Assunta" - 15 agosto 
Servizi offerti agli investitori: rete idrica 
Materia prima per cuoio, tessile, prodotti lattiero-caseari e carne 
Accesso alla strada provinciale 
I progetti di investimento: strade Aggiornamento 
costruzione nuova palestra 
Riabilitazione di ufficio municipio 
Riabilitazione del centro sociale
Nel 2005 ci sono state delle alluvioni provocate dalla piena del fiume  Siret  che passa proprio al confine del comune con il distretto di Galați.